# 王宗汤遗址
王宗汤遗址，位于山东省东阿县铜城街道。是入中华人民共和国山东省省级文物保护单位之一。
2013年，列入第四批山东省文物保护单位，该文物保护单位是一座古遗址。